# Bloodhound
El Bloodhound és una raça canina originària de la regió de les Ardenes de Bèlgica. És una de les diferents races de gos reconegudes per la Federació Cinològica Internacional en el seu grup 6. És el gos amb l'olfacte més fi del món. S'ha documentat que són capaços de seguir un rastre de fins a quinze dies, a causa de l'enorme sensibilitat del seu olfacte, causada pels plecs interns de les seves fosses nasals. Per aquesta raó s'usa com a gos policia en tasques de rastreig.

## Història
Tradicionalment s'ha considerat als monjos del monestir de Sant Hubert com els creadors de la raça, i que van basar la seva selecció en els gossos de caça que utilitzava el monjo Hubert, fundador de l'ordre i que més tard en ser canonitzat va passar a ser el patró dels caçadors. El rei Guillem el Conqueridor va portar exemplars d'aquesta raça a Anglaterra quan va accedir al tron. Els descendents d'aquests exemplars van ser coneguts al país com Bloodhound, fent referència a la puresa de la seva sang.
Explica la llegenda que un noble molt ric caçava en un divendres sant acompanyat d'un grup de sorollosos gossos, i al lluny va poder observar un cérvol i quan es disposava a disparar va veure dibuixat en la seva cornamenta la imatge de la creu de Jesucrist i des de llavors es va retirar de la seva vida dissipada per dedicar la seva fortuna a les bones obres. Des de llavors es va acostumar a regalar als nobles el millor exemplar dels seus estimats gossos. Actualment la tradició es continua, però ara es realitza un servei religiós i es dona la benedicció als exemplars, continuant amb l'exposició de la raça en la Comunitat de Sant Hubert de Bèlgica. Després la raça va ser introduïda als Estats Units, on una de les seves missions va ser la de buscar i donar caça als esclaus fugitius. Durant molts anys el reconeixement per part d'un Bloodhound era considerada prova incriminatoria pels jutjats americans.

## Morfologia
Són gossos de grans dimensions i fortalesa, encara àgils. El seu cos és més llarg que alt. Les arrugues del cap i la papada són potser un dels trets més característics, juntament amb la longitud de les seves orelles penjants. Els colors admesos són el negre i foc, marró i foc i el vermell en les seves diferents tonalitats.
- Cap: Gran, llarga, no gaire ampla. Pell de la cara arrugada.

- Musell i boca: El musell no és perllongat i ample. La pell és solta i cau als costats. Es prefereix la mossegada de tisora, on en tancar la boca les dents inferiors descansen en la part interior de les superiors.

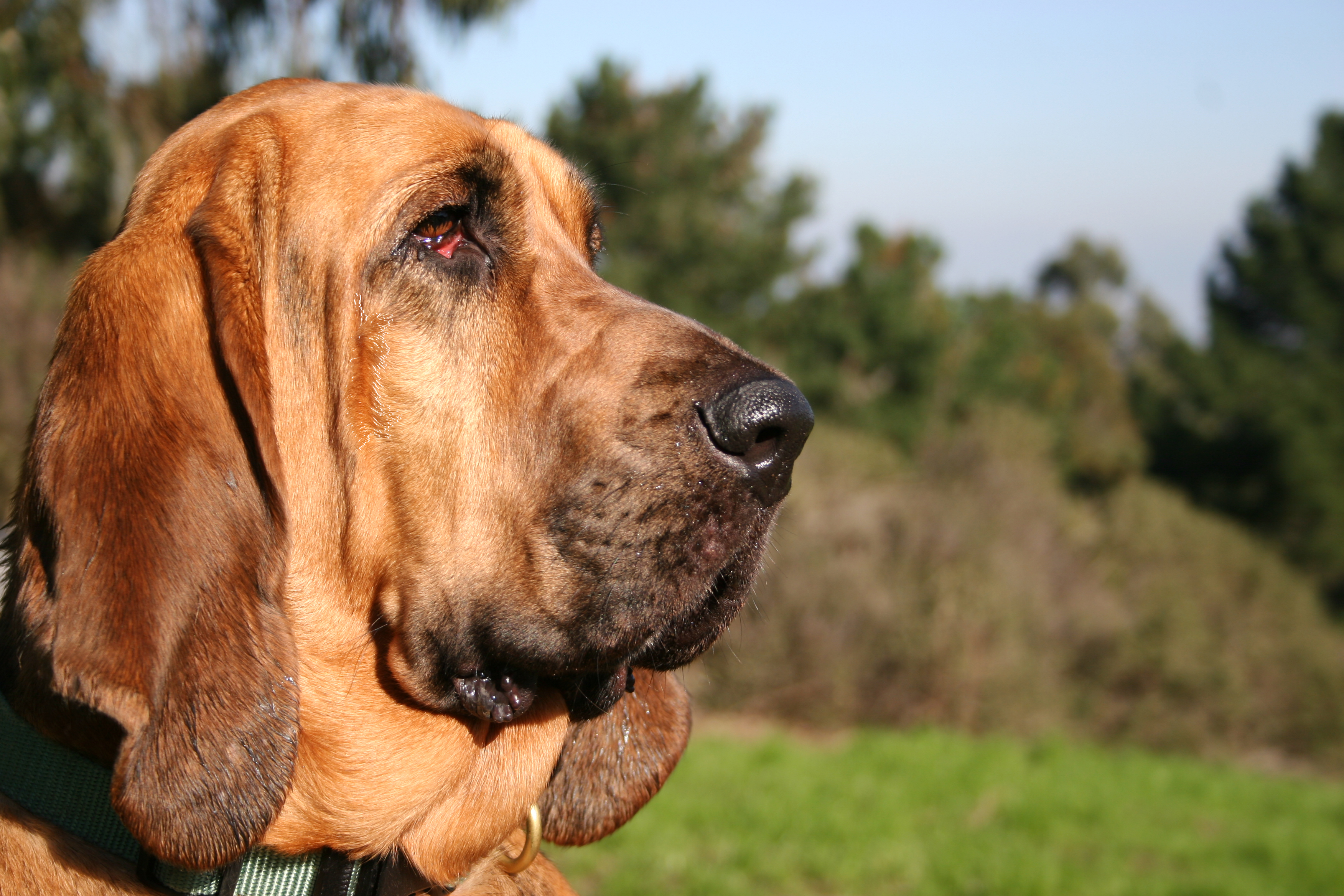
Bloodhound

- Nas: Fosses nasals grans, obertes.

- Orelles: Ben llargues, de pell suau i agradable al tacte. Col·locades baixes en el cap. Les manté caigudes a banda i banda del cap.

- Coll: Relativament llarg.

- Cos: Fort.

- Pèl: Curt, suau. La pell és solta.

- Color de pèl: Negre i lleonat, castany vermellós fosc (color fetge) i negre, lleonat, castany vermellós. Algunes federacions permeten algunes pintes blanques en el pit, potes i cua.

- Extremitats davanteres: Les potes davanteres deuen ser rectes i fortes.

- Extremitats posteriors: Les potes posteriors són fortes.

- Peus: Arrodonits.

- Cua: Llarga. Col·locada alta. Cau sense ser corbada.

- Altura: A la creu o les espatlles: Els mascles mesuren de 63 a 69 cm. Les femelles de 58 a 63 cm.

- Pes: El pes dels mascles és de 40 a 50 kg (de 90 a 110 lliures). Les femelles pesen de 36 a 45.5 kg (de 80 a 100 lliures).

- Ventrada: La ventrada usual d'aquesta raça de gossos és de sis a deu cadells. Es registren ventrades de fins a disset cadells.

## Galeria d'imatges del Bloodhound

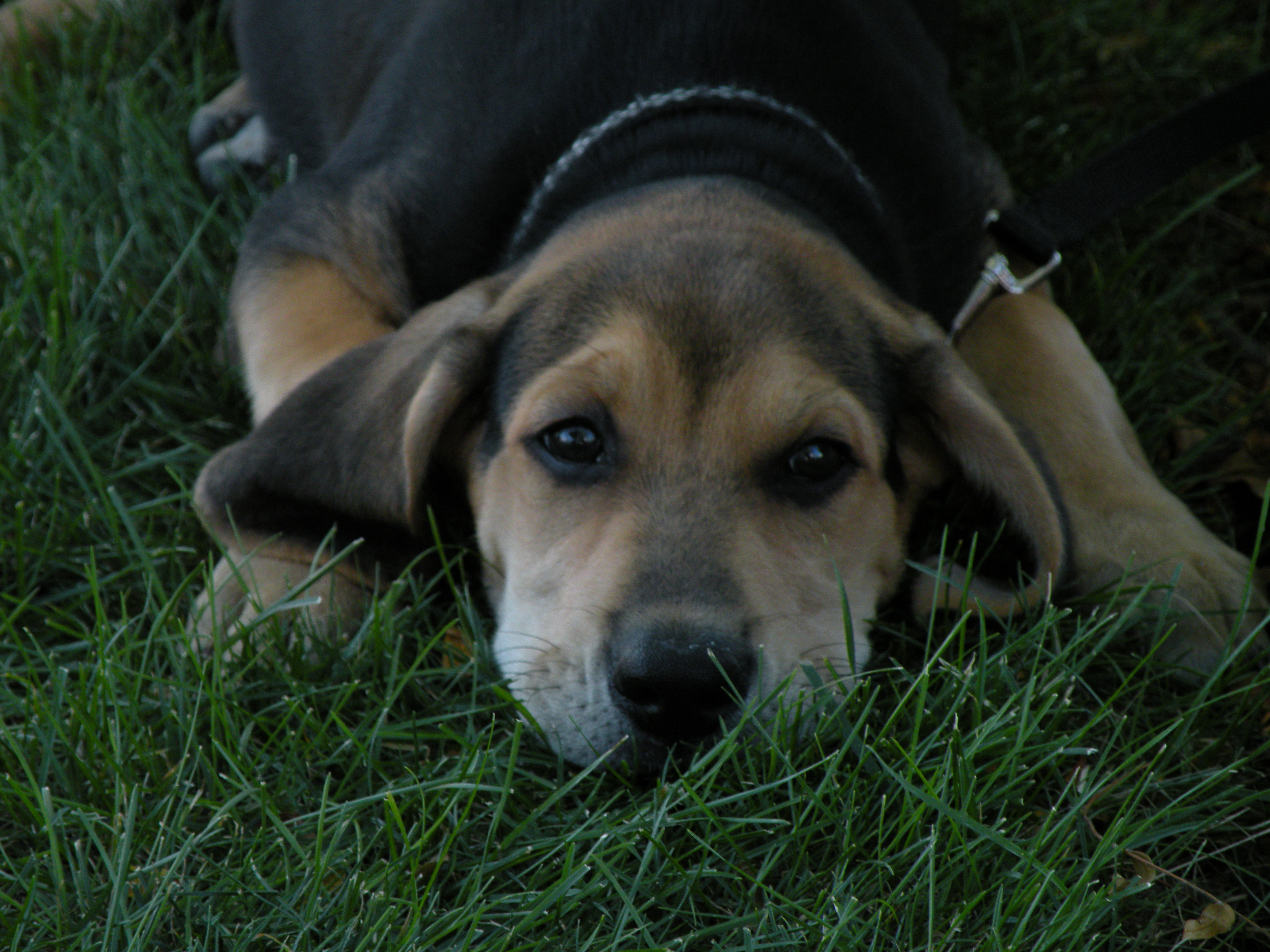
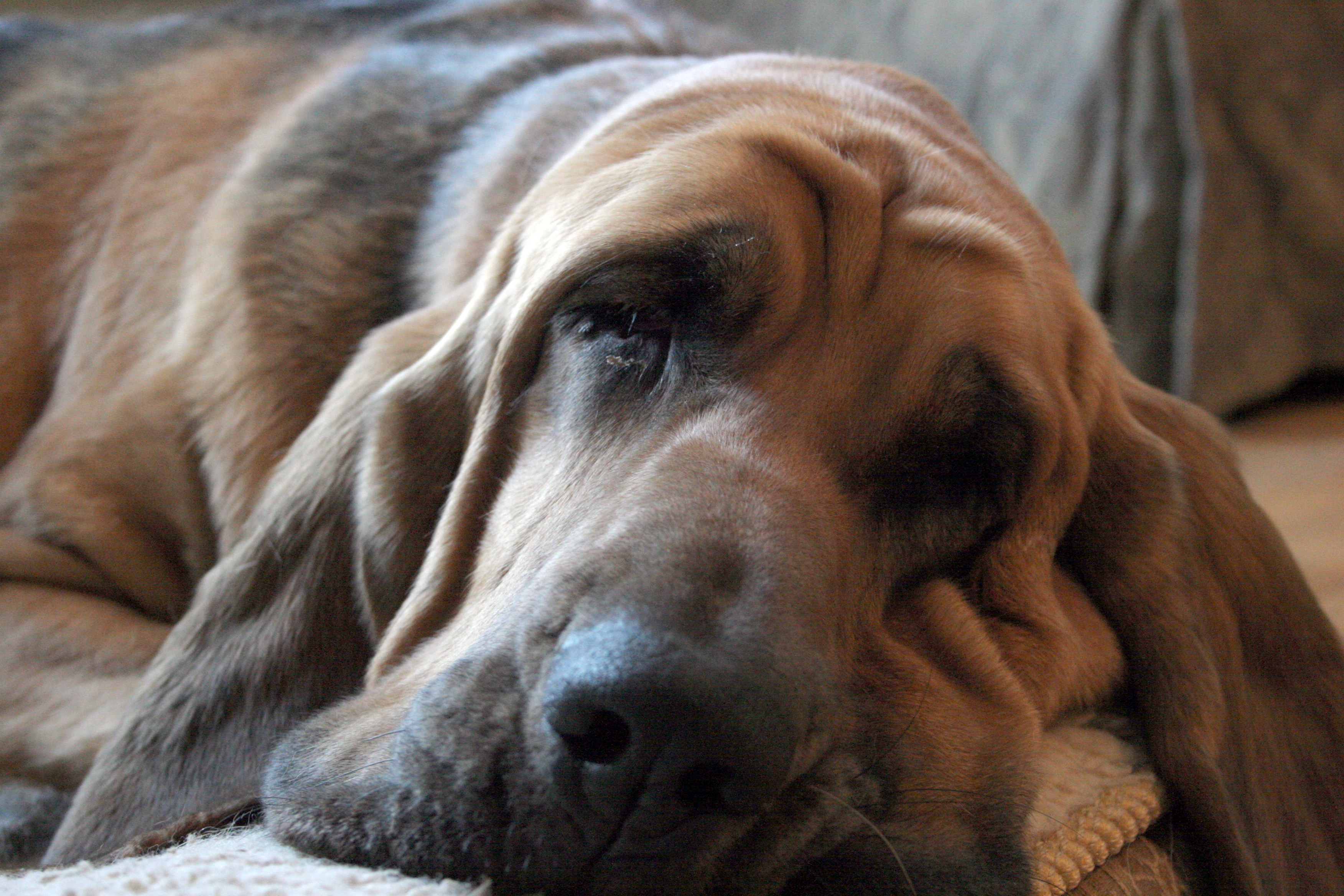
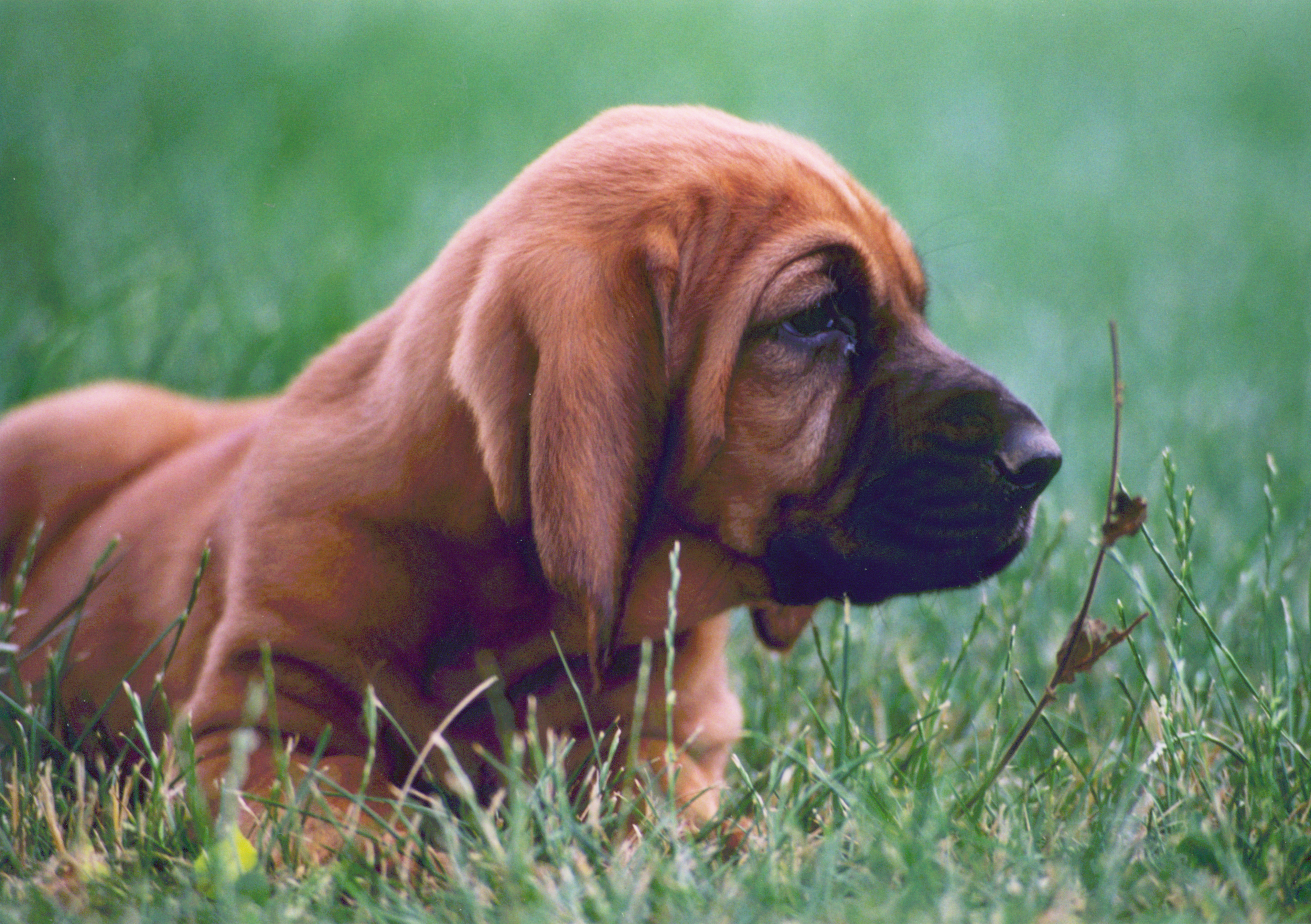
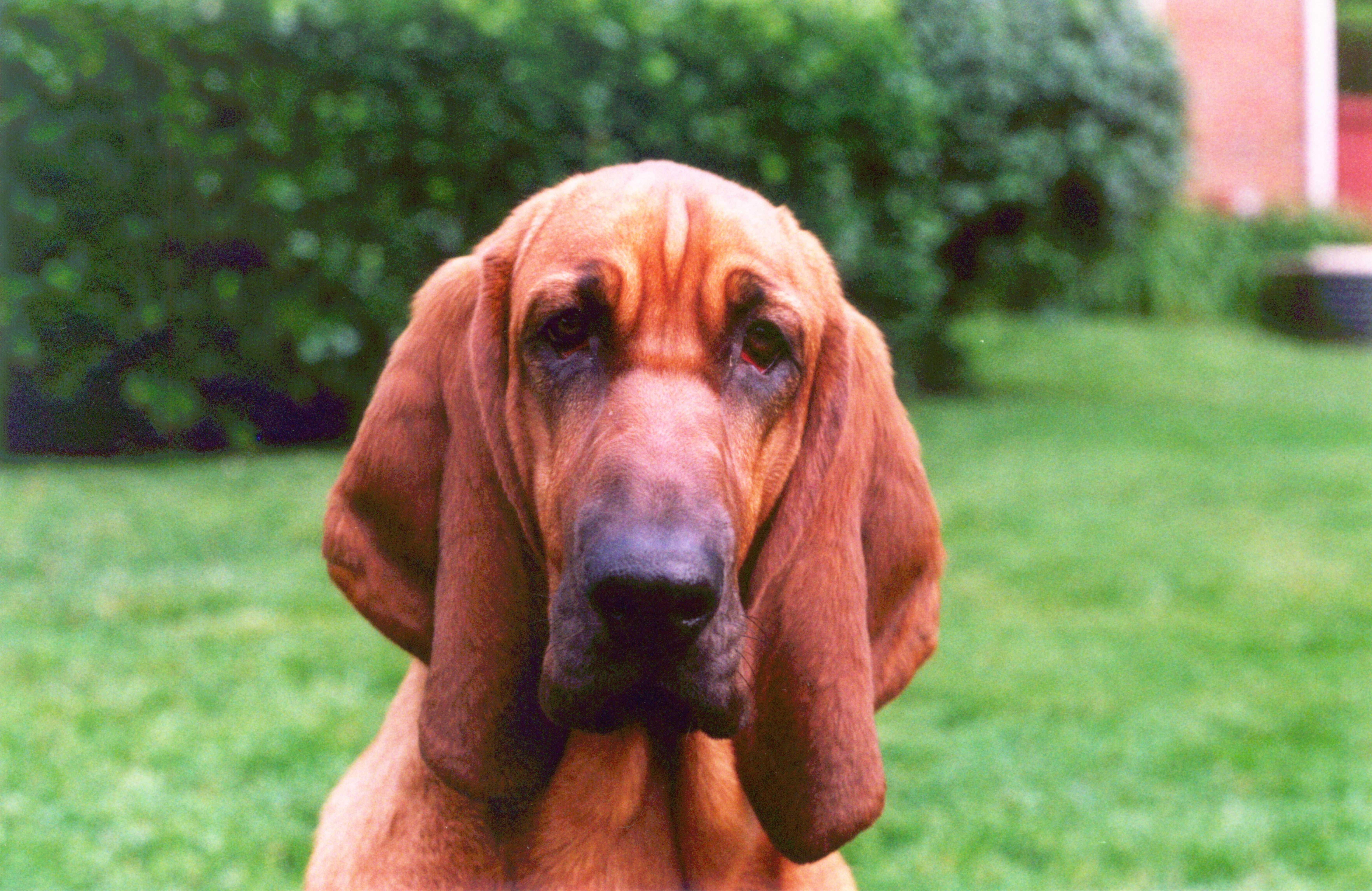
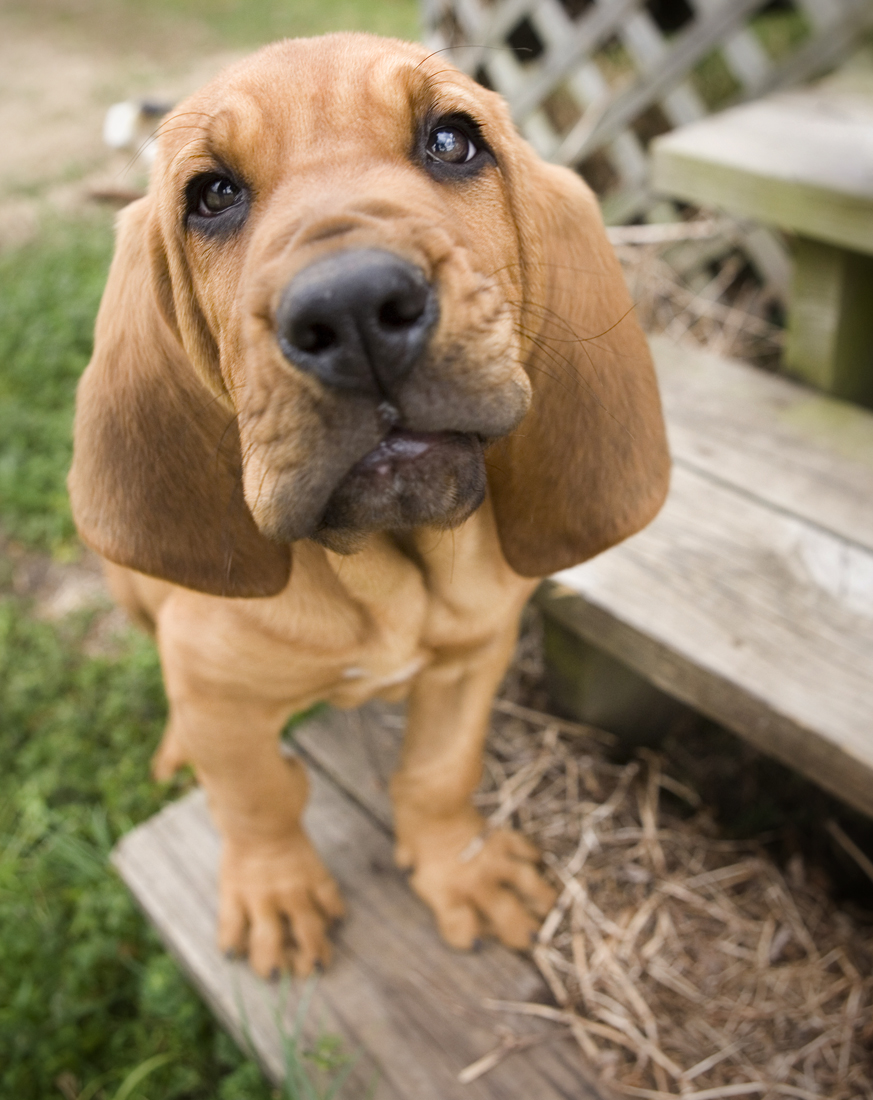
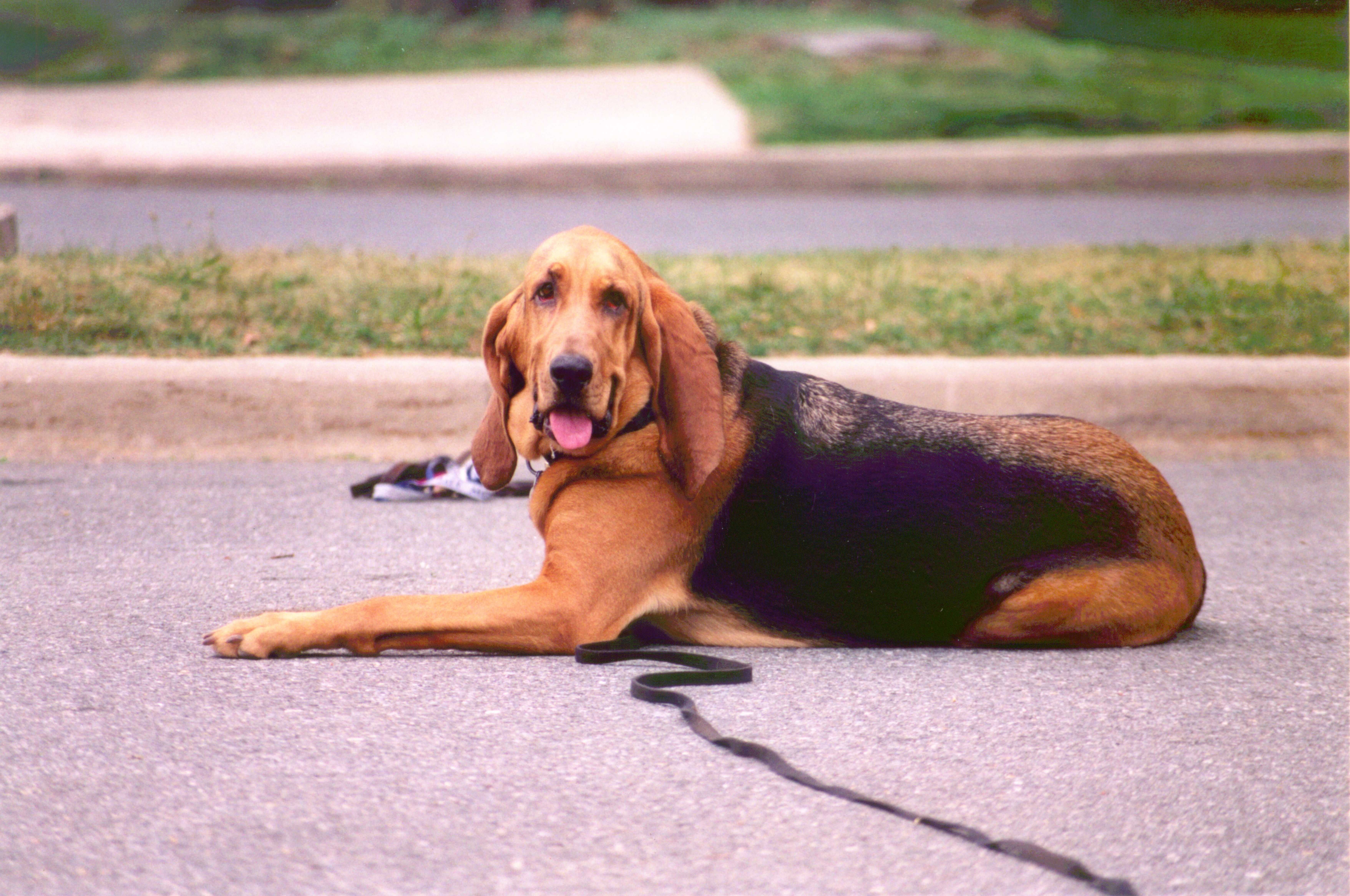
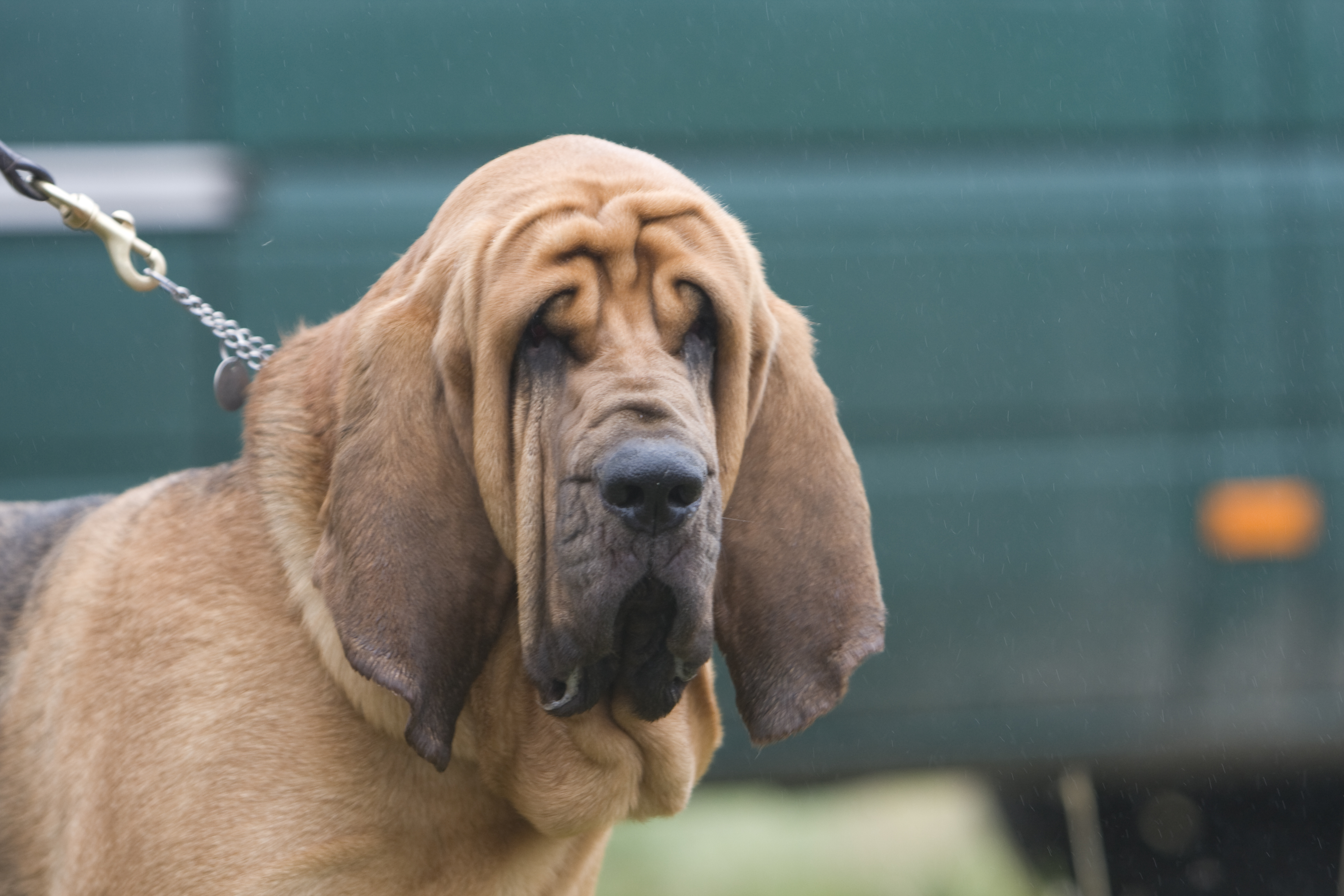
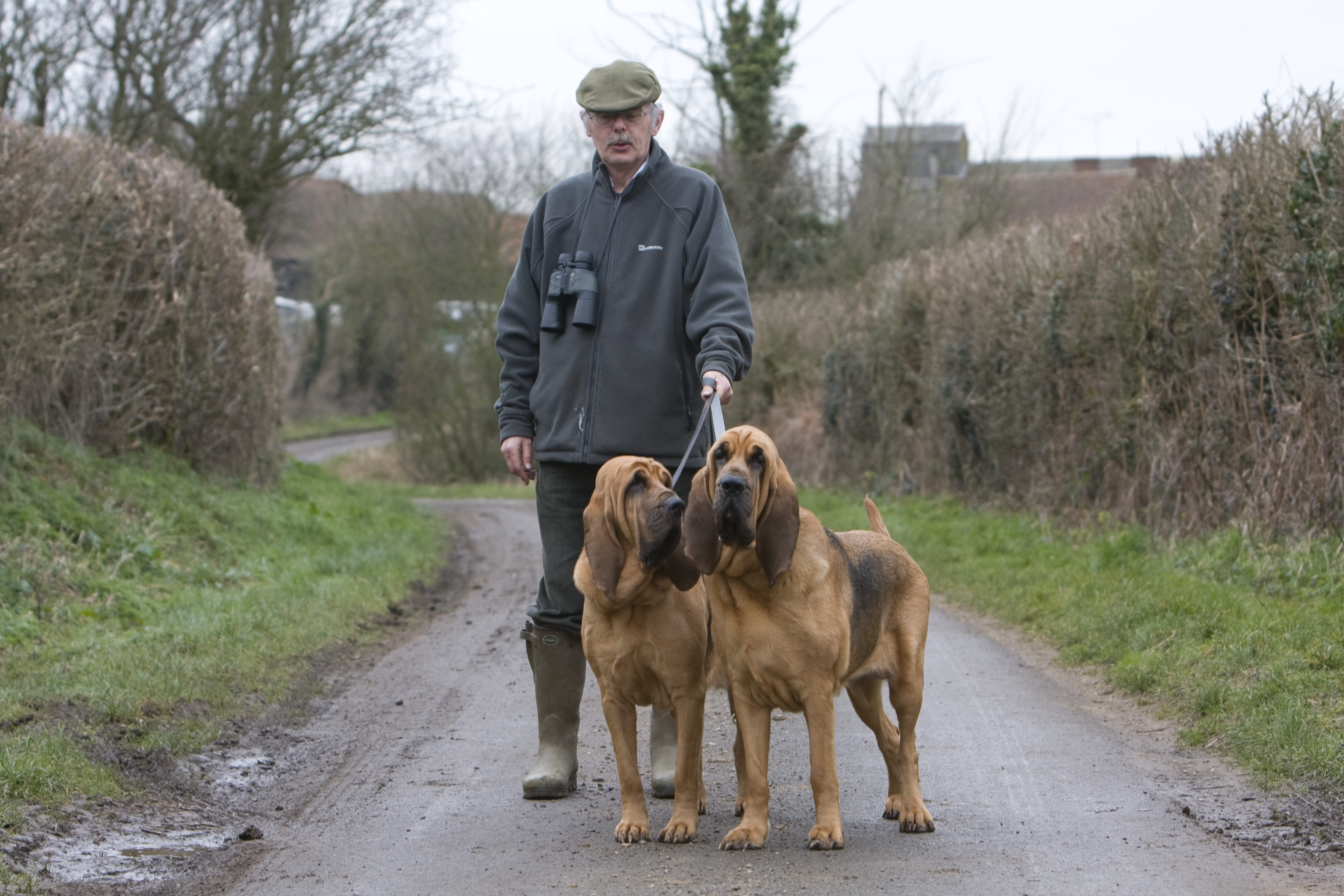
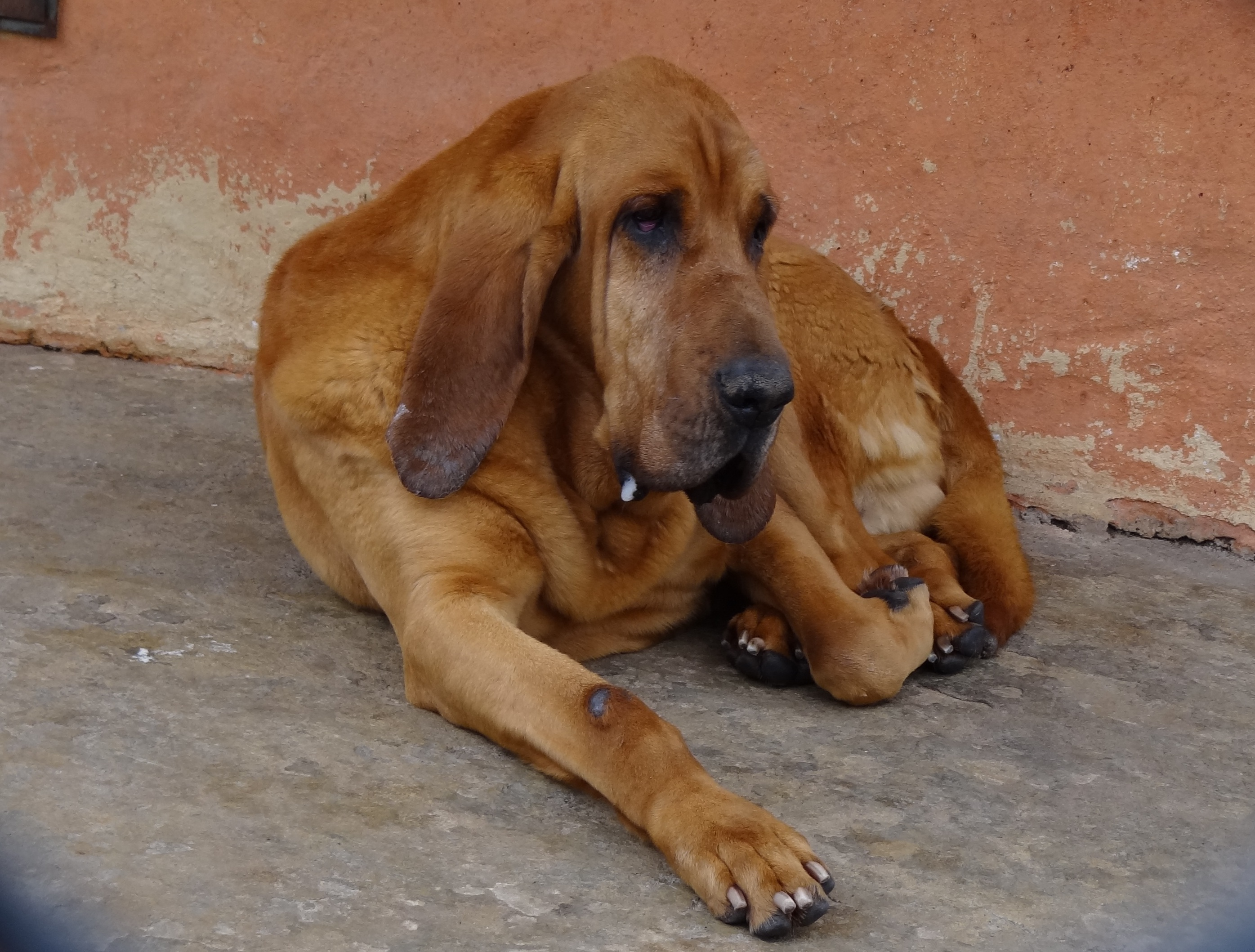
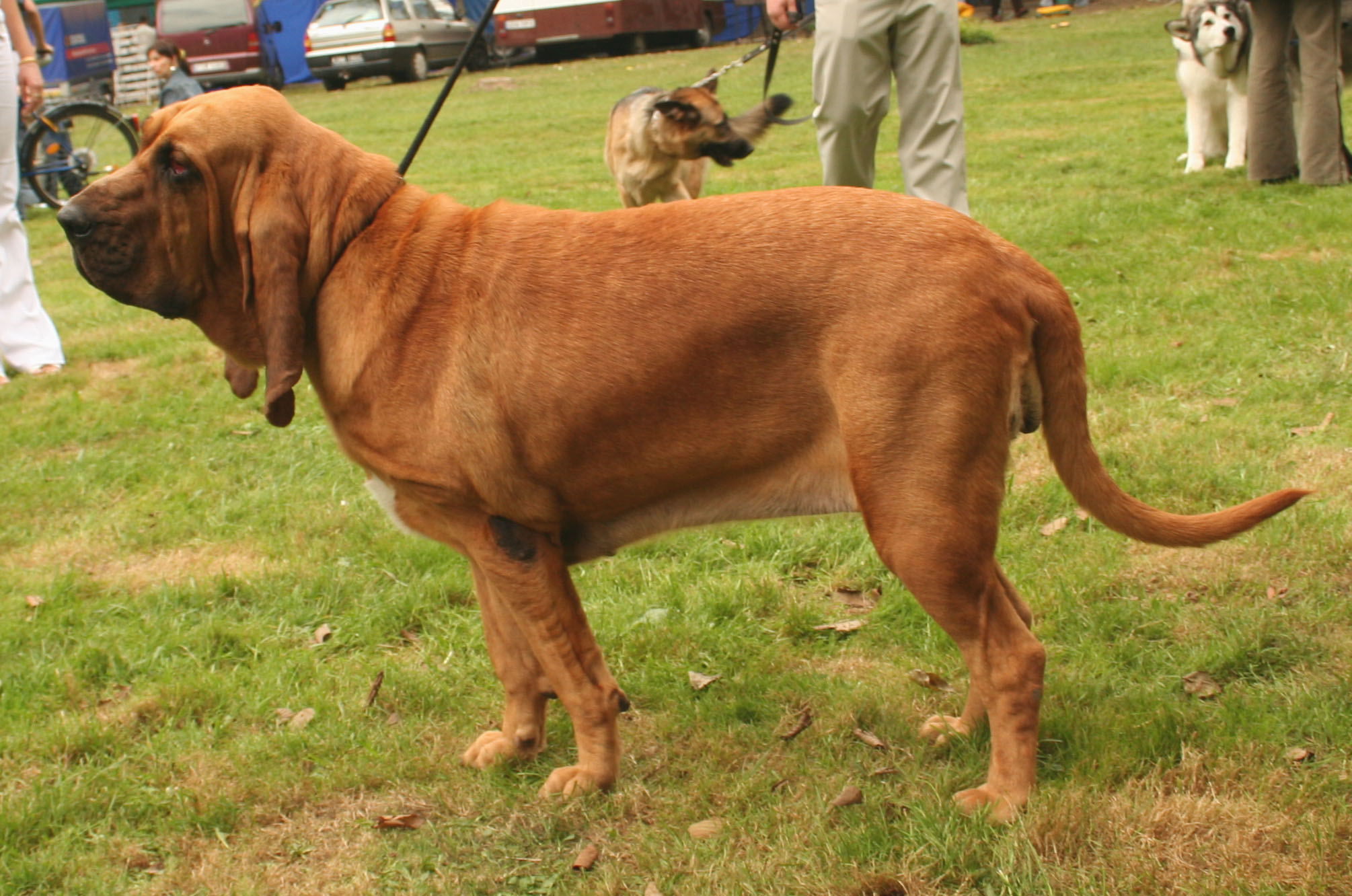